# Rangers di Sarawak
I Rangers di Sarawak (in inglese: Sarawak Rangers) erano un corpo scelto di fanteria (in origine solo paramilitare) costituito nel 1862 dal Regno di Sarawak per potenziare il controllo dell'impervio e insalubre territorio e rafforzare la sicurezza della navigazione minacciata da ribelli e pirati che nel XIX secolo infestavano le acque del Sud-Est Asiatico.
Particolarmente addestrati a combattere nella giungla, i Rangers di Sarawak si dimostrarono efficienti e combattivi e rimasero in servizio anche nel XX secolo combattendo nella seconda guerra mondiale. Dopo l'entrata del regno di Sarawak nella Malaysia, i Rangers sono confluiti nel Royal Ranger Regiment dell'Esercito della Malaysia.

## Storia
I Rangers di Sarawak vennero costituiti nel 1862 da James Brooke, il primo Raja bianco del Regno di Sarawak, rafforzando le guarnigioni militari già esistenti dal 1846 per difendere la città di Kuching. Il nuovo reparto fu inizialmente comandato da William Henry Rodway che mantenne la direzione delle truppe per breve tempo nel 1862 e poi nuovamente dal 1872 al 1881. I Rangers erano schierati in una serie di guarnigioni fortificate posizionate nelle posizioni strategiche del regno, in cittadine e alla foce dei fiumi.
Nella loro storia i Rangers furono impiegati in missioni di protezione dei confini del Regno di Sarawak e furono impegnati a combattere gruppi di ribelli e soprattutto a fronteggiare e distruggere la minacciosa pirateria che nel XIX secolo infestava le acque del Mar Cinese Meridionale. Erano infatti molto comuni le ribellioni da parte dei “signori della guerra malesi” o di minoranze locali (come quella cinese), e che in alcuni casi erano sfociate in un tentato colpo di Stato (ad esempio nel 1857). Ma ancor più grave era la minaccia della pirateria, che Sir James Brooke aveva efficacemente combattuto durante il suo regno con risultati apprezzabili, ma non abbastanza da debellarla, cosicché i pirati erano tornati a crescere verso la fine del secolo. È interessante notare che proprio per i suoi sforzi nel debellare i pirati e sedare le ribellioni (restaurando così il sultano al potere) Sir Brooke aveva ottenuto dal sultano del Brunei lo stesso reame di Sarawak e il governatorato di Labuan, segno della rilevanza dei due problemi.
Questi soldati, reclutati principalmente tra le tribù Iban e Dayak, si dimostrarono disciplinati, affidabili e molto abili nella guerra nella giungla, portando a termine con successo le loro missioni di sicurezza, pacificazione e controllo del territorio. I Rangers di Sarawak erano equipaggiati con vari tipi di fucili e cannoni moderni forniti dalle potenze occidentali (in particolare l’alleato britannico) e utilizzavano anche armamenti locali. In situazioni di emergenza o guerra, questi reparti avrebbero potuto utilizzare il supporto delle popolazioni locali e sfruttare la conoscenza profonda del territorio.
I Rangers, oltre a proteggere i confini del regno di Sarawak, furono impiegati anche per combattere gruppi di ribelli e parteciparono inoltre a numerose campagne di guerra nel corso della loro storia. Il reparto venne sciolto per breve tempo negli anni trenta ma fu rapidamente ricostituito e mobilitato all'inizio della seconda guerra mondiale per tentare di difendere il regno di Sarawak dall'invasione giapponese durante la prima fase della Guerra del Pacifico. I giapponesi erano nettamente superiori e fu impossibile fermare la loro avanzata e impedire l'occupazione del regno; i Rangers dovettero arrendersi alle preponderanti forze nemiche.
Dopo la fine della seconda guerra mondiale, l'ultimo Raja bianco di Sarawak, Charles Vyner Brooke, abdicò nel 1946 e venne costituita la Colonia di Sarawak all'interno dell'Impero britannico; i Rangers divennero una unità coloniale sotto il diretto controllo britannico e furono impegnati in azione per molti anni sia nell'Emergenza malese contro i guerriglieri comunisti, sia nel Confronto tra Indonesia e Malaysia dal 1962 al 1966. Nel 1963, con la formazione della Malaysia indipendente, i Rangers di Sarawak sono entrati a far parte del cosiddetto Royal Ranger Regiment dell'Esercito malese.

## Nella cultura di massa
Nello sceneggiato televisivo italiano degli anni settanta Sandokan e nel successivo film La tigre è ancora viva: Sandokan alla riscossa!, che riprendono in parte le vicende narrate da Emilio Salgari nei suoi romanzi del cosiddetto ciclo malese, compaiono ripetutamente i reparti di Rangers di Sarawak al servizio del Raja bianco James Brooke, il mortale nemico del pirata malese Sandokan. I Rangers in particolare sono i protagonisti del riuscito attacco a sorpresa dell'isola di Mompracem, che ha luogo all'inizio dell'ultima puntata dello sceneggiato televisivo.